# 安斎浩明
安斎 浩明（あんざい ひろあき）は、株式会社道の駅猪苗代の支配人。

## 来歴
福島県耶麻郡猪苗代町大字若宮字吾妻山（猪苗代町市沢）出身。
1981年（昭和56年）福島県立猪苗代高等学校を卒業した。同年、福島県警察官に採用。
初任地は郡山警察署を振り出しに福島県警察本部警察署で勤務。
2011年（平成23年）警視昇任、福島県警察本部通信指令室長となる。
2012年（平成24年）福島県警察本部警務課企画官として勤務。
2014年（平成26年）警察庁、続いて機動捜査隊長、田村警察署長、福島警察本部警務課長と昇任。
2019年（令和1年）警視正へ昇任、福島県警察本部首席監察官として勤務。
2021年（令和3年）福島県警察本部警備部長
2022年（令和4年）福島警察警察本部刑事部長へ昇任。 2023年（令和5年）警視長に昇任し、定年退職。
2023年（令和5年）7月、株式会社道の駅猪苗代支配人として就任。2024年（令和6年）1月に退職。
2024年（令和6年）2月、猪苗代町議選挙に立候補し、初当選（14人中1位、得票1101）。
ISホールディングスおよびDMCaizu社長である遠藤昭二氏は同郷出身の1歳先輩にあたる。

## 活動
2011年（平成23年）福島警察署警備課長当時、東日本大震災が発生 災害警備に従事。。
2021年（令和3年）警備部長として東京2020オリンピック、パラリンピック警備に従事。継続的に東日本大震災警備に従事。
2022年（令和4年）刑事部長として殺人事件捜査本部を指揮。当時件の記者会見を実施。
その他、オレオレ詐欺や強盗事件捜査指揮を担当。
2023年（令和5年）東日本大震災時の活動や元警察官としての経験を活かし、災害時に全職員が身につけられる専用ビブスを作成。今後の救助活動も踏まえ、職員全体で防衛意識を高める活動を実施。

## 表彰
事件検挙等で福島県警察本部長賞詞、賞誉を受賞。